# 2009 في العراق
في ما يلي سرد للأحداث التي وقعت خلال عام 2009 في العراق.

## في المنصب
- الرئيس: جلال طالباني
- رئيس الوزراء: نوري المالكي
- نائب الرئيس: طارق الهاشمي، عادل عبد المهدي
- العراقية حكومة إقليم كردستان (منطقة الحكم الذاتي)
  - الرئيس: مسعود بارزاني
  - رئيس الوزراء: برهم صالح
- العراقية حكومة إقليم كردستان (منطقة الحكم الذاتي)
  - الرئيس: مسعود بارزاني
  - رئيس الوزراء: نيجيرفان بارزاني إلى 31 آب / أغسطس برهم صالح

## الأحداث

### كانون الثاني / يناير
- الولايات المتحدة تفتتح سفارة في بغداد.[1]

### آذار / مارس
- 12 مارس – محاكمة منتظر الزيدي، بتهمة الاعتداء على جورج دبليو بوش.[2]

## طقس
- العواصف الرملية في العراق 2009: مَجموعة أحداث عواصف رملية تسببت في أحداث مُختلفة في العراق.[3]

## وفيات
- 27 أيار / مايو – المدرب عمو بابا، مدرب مات بسبب مرض السكري.[4]
- 7 آب / أغسطس – طه محيي الدين معروف.[5]
- 26 آب / أغسطس – عبد العزيز الحكيم مات بسبب سرطان الرئة.[2]
- أحمد سامي الجلبي، صحفي وأديب عراقي.
- أحمد فؤاد العزاوي.
- حارث العبيدي.
- حسين علي محفوظ.
- رشيد الرفاعي.
- رمزية أحمد عزت.
- سالم كني.
- طه محيي الدين معروف.
- عبد الأمير العضاض.
- عبد الخالق المختار.
- عبد القادر العاني.
- عبد علي الجسماني.
- عربية توفيق لازم.
- عمر فاروق العاني.
- قائد النعماني.
- قاسم السهلاني.
- قاسم محمد.
- محمد أحمد العلي.
- نجم الدين السهروردي.
- يعقوب الخفاجي النجفي.